# Isapostolo
Isapostolo (greco: ἰσαπόστολος, cioè "uguale agli Apostoli"), era uno dei titoli detenuti dagli imperatori bizantini: proclamando la loro parità con gli apostoli di Cristo, gli imperatori si ponevano a capo della Chiesa, in una posizione superiore agli stessi vescovi e patriarchi, semplici successori degli Apostoli, acquisendo quindi il diritto di indire concili e di intervenire in ultima istanza nelle questioni religiose.
La pratica fu inaugurata da Costantino I, che, pur non essendo nemmeno battezzato, già intervenendo nel Concilio di Nicea del 325 (pochi anni prima di trasferire la capitale da Roma a Bisanzio) si faceva chiamare Isapostolo e Vescovo di coloro che sono fuori dalla Chiesa.
Nell'ideologia imperiale questo primato dell'imperatore sulla religione (cesaropapismo) era l'ovvia prosecuzione della tradizione romana, nella quale l'imperatore era a capo della religione di Stato, in qualità di Pontefice Massimo, e oggetto di venerazione, attraverso il culto del Genio imperiale, con la possibilità di essere addirittura divinizzato dopo la morte. Dunque se porsi a capo della nuova religione predominante era un atto coerente con la scelta costantiniana di sostegno al Cristianesimo, sempre più in seguito, con l'affermazione di questo quale religione ufficiale ed esclusiva dell'Impero, il primato imperiale sulla Chiesa divenne necessario per mantenere il controllo su un potere religioso che di fatto legittimava quello politico.